# Ernst Kozlicek
Ernst Kozlicek (27. ledna 1931, Vídeň – 16. srpna 2023, Vídeň) byl rakouský fotbalista, záložník.

## Fotbalová kariéra
V rakouské lize hrál za Wacker Vídeň, LASK Linz, 1. Schwechater SC a SK Sturm Graz. Nastoupil ve 290 ligových utkáních a dal 15 gólů. Za rakouskou reprezentaci nastoupil v letech 1954–1958 v 11 utkáních a dal 2 góly. Byl členem rakouské reprezentace na Mistrovství světa ve fotbale 1958, nastoupil ve 2 utkáních.

## Ligová bilance
| Ročník                                  | Zápasy | Góly | Klub              |
| --------------------------------------- | ------ | ---- | ----------------- |
| Rakouská fotbalová Bundesliga 1949/1950 | 1      | 0    | Wacker Vídeň      |
| Rakouská fotbalová Bundesliga 1950/1951 | 1      | 0    | Wacker Vídeň      |
| Rakouská fotbalová Bundesliga 1951/1952 | 17     | 0    | Wacker Vídeň      |
| Rakouská fotbalová Bundesliga 1952/1953 | 24     | 0    | Wacker Vídeň      |
| Rakouská fotbalová Bundesliga 1953/1954 | 24     | 1    | Wacker Vídeň      |
| Rakouská fotbalová Bundesliga 1954/1955 | 25     | 1    | Wacker Vídeň      |
| Rakouská fotbalová Bundesliga 1955/1956 | 22     | 0    | Wacker Vídeň      |
| Rakouská fotbalová Bundesliga 1956/1957 | 25     | 3    | Wacker Vídeň      |
| Rakouská fotbalová Bundesliga 1957/1958 | 15     | 2    | Wacker Vídeň      |
| Rakouská fotbalová Bundesliga 1958/1959 | 25     | 2    | Wacker Vídeň      |
| Rakouská fotbalová Bundesliga 1959/1960 | 13     | 0    | LASK Linz         |
| Rakouská fotbalová Bundesliga 1960/1961 | 26     | 1    | LASK Linz         |
| Rakouská fotbalová Bundesliga 1961/1962 | 24     | 0    | LASK Linz         |
| Rakouská fotbalová Bundesliga 1962/1963 | 8      | 0    | LASK Linz         |
| Rakouská fotbalová Bundesliga 1962/1963 | 8      | 2    | 1. Schwechater SC |
| Rakouská fotbalová Bundesliga 1963/1964 | 17     | 2    | 1. Schwechater SC |
| Rakouská fotbalová Bundesliga 1964/1965 | 1      | 0    | 1. Schwechater SC |
| Rakouská fotbalová Bundesliga 1964/1965 | 13     | 1    | SK Sturm Graz     |
| CELKEM Rakouská fotbalová Bundesliga    | 286    | 15   |                   |